# Saperda florissantensis
Saperda florissantensis är en skalbaggsart som beskrevs av Henry Frederick Wickham 1916. Saperda florissantensis ingår i släktet Saperda och familjen långhorningar. Inga underarter finns listade i Catalogue of Life.